# Þveræingar
Þveræingar (Thveraeingar) fue un clan familiar de Þverá, Islandia, de quien adoptaron el nombre, cuyo origen se remonta a la Era vikinga y la figura histórica del colono Helgi magri Eyvindarson. Dominaron la región de Eyjafjarðarsýsla y debido a los amplios vínculos y alianzas con otros clanes, especialmente sus vecinos Möðruvellingar, su influencia en toda la isla fue enorme. Aparecen mencionados expresamente en la saga de Víga-Glúms, Ögmundar þáttr dytts y la saga de Njál.